# Shandong
För andra betydelser, se Shandong (olika betydelser).
Shandong, tidigare kallat Shantung, är en provins i Kina. Den har en yta på 156 700 km² och totalt 91 250 000 invånare (2003). Provinsens namn betyder "öster om bergen", vilket syftar på bergskedjan Taihang. Provinshuvudstaden är Jinan.

## Geografi
Shandongs östligaste del är en i Gula havet utskjutande halvö, som med sin djupt inskurna och klippiga kust har goda hamnmöjligheter men samtidigt är farlig för sjöfarten. Shandonghalvön och den centrala delen av provinsen utgör två skilda bergmassiv med mycket oregelbunden relief. Berggrunden utgörs av graniter och starkt omvandlade, under karbontiden veckade sedimentbergarter. Massiven har sin fortsättning i Liaodonghalvön i Manchuriet. Shandonghalvöns högsta punkt är Chunlunshan (835 m) och i den centrala delen av Shandong når Taishan 1 450 m.
Shandongs västra och norra delar är mycket låglänta och ha bildats genom avlagringar från Gula floden, som 1854–1938 hade sitt lopp här och sedan 1946 åter genomflyter dessa trakter och nu mynnar i Bohaibukten. Näst Henan är Shandong Kinas folkrikaste provins och den är Kinas sjunde folktätaste provins. Jordbruket frambringar många olika produkter, de viktigaste är vete, hirs, durra, baljväxter (bönor), bomull, frukt av olika slag samt i söder även ris. På sandiga jordar har odlingen av jordnötter vunnit stor utbredning. Även silkesmaskodlingen är betydande. Mineralproduktionen omfattar brytning av kol och högprocentig järnmalm. Kustsjöfarten har stor betydelse.

## Näringsliv
Provinsen betecknas som en av Kinas rikaste, och är landets ledande område för tillverkning av bomull, samt utvinning av guld och diamanter. Företagsmässigt är det stora företag med välkända varumärken (såsom till exempel Haier och elektronikmärket Hisense) som dominerar Shandongprovinsen. I Dongying finns Kinas andra största oljefält.
De styrande i provinsen arbetar på att locka utländska, framförallt taiwanesiska, investerare. Man lockar med låga löner, bra geografiskt läge och en god samarbetsvilja från statens sida.

## Historia

### Denkinesiska antiken
På grund av sitt läge på den nordkinesiska slätten kom Shandong-området tidigt i beröring med den kinesiska civilisationen vars vagga ligger strax väster om den nuvarande provinsen. Båda de första historiska belagda dynastierna Shangdynastin och Zhoudynastin kontrollerade västra och centrala Shandong. Själva Shandonghalvön låg dock länge utanför det kinesiska inflytelseområdet. Där bodde det folkgrupper som kineserna gav namnet dongyi och som betraktades som barbariska.
Under Vår- och höstperioden och under De stridande staternas tid fanns det två statsbildningar i Shandong: Staten Qi runt dagens Linzi och staten Lu nära dagens Qufu, varifrån den kinesiska filosofen Konfucius kom. Lu var en ganska liten stat som efter hand erövrades och uppslukades av den större staten Chu. Staten Qi var dock starkare och lyckades behålla sin självständighet genom nästan hela perioden.
Med Qindynastin uppstod den första verklig centraliserade kinesiska staten som strax avlöstes av Handynastin, då Shandong bestod av två provinser: Qingzhou och Yanzhou. 
Under De tre kungadömenas tid var Shandong en del av konungadömet Wei. 
Efter den korta period av politisk enhet som följde de tre kungarikena erövrades Shandong och resten av nordliga Kina av olika nomadfolk som trängde in ifrån norr. Därefter lydde Shandong under olika dynastier i flera hundra år.

## Politik
Den politiska makten i Shandong utövas officiellt av provinsens folkregering, som leds av den regionala folkkongressen och guvernören i provinsen. Dessutom finns det en regional politiskt rådgivande konferens, som motsvarar Kinesiska folkets politiskt rådgivande konferens och främst har ceremoniella funktioner. Provinsens guvernör är sedan 2013 Guo Shuqing.
I praktiken utövar dock den regionala avdelningen av Kinas kommunistiska parti den avgörande makten i Shandong och partisekreteraren i regionen har högre rang i partihierarkin än guvernören. Sedan 2008 heter partisekreteraren Jiang Yikang.

## Administrativa enheter
Shandong är indelad i två subprovinsiella städer och 15 städer på prefekturnivå:
| Karta                      | Nr        | Namn                   | Huvudort             | Kinesiska Pinyin | Befolkning (2010) |
| -------------------------- | --------- | ---------------------- | -------------------- | ---------------- | ----------------- |
|                            |           |                        |                      |                  |                   |
| — Subprovinsiella städer — |           |                        |                      |                  |                   |
| 1                          | Jinan     | Shizhong-distriktet    | 济南市 Jǐnán shì     | 6 814 000        |                   |
| 2                          | Qingdao   | Shinan-distriktet      | 青岛市 Qīngdǎo shì   | 8 715 100        |                   |
| — Städer på prefekturnivå— |           |                        |                      |                  |                   |
| 3                          | Binzhou   | Bincheng-distriktet    | 滨州市 Bīnzhōu shì   | 3 748 500        |                   |
| 4                          | Dezhou    | Decheng-distriktet     | 德州市 Dézhōu shì    | 5 568 200        |                   |
| 5                          | Dongying  | Dongying-distriktet    | 东营市 Dōngyíng shì  | 2 035 300        |                   |
| 6                          | Heze      | Mudan-distriktet       | 菏泽市 Hézé shì      | 8 287 800        |                   |
| 7                          | Jining    | Shizhong-distriktet    | 济宁市 Jìníng shì    | 8 081 900        |                   |
| 8                          | Laiwu     | Laicheng-distriktet    | 莱芜市 Láiwú shì     | 1 298 500        |                   |
| 9                          | Liaocheng | Dongchangfu-distriktet | 聊城市 Liáochéng shì | 5 789 900        |                   |
| 10                         | Linyi     | Lanshan-distriktet     | 临沂市 Línyí shì     | 10 039 400       |                   |
| 11                         | Rizhao    | Donggang-distriktet    | 日照市 Rìzhào shì    | 2 801 100        |                   |
| 12                         | Tai'an    | Taishan-distriktet     | 泰安市 Tài'ān shì    | 5,494,200        |                   |
| 13                         | Weifang   | Kuiwen-distriktet      | 潍坊市 Wéifāng shì   | 9 086 200        |                   |
| 14                         | Weihai    | Huancui-distriktet     | 威海市 Wēihǎi shì    | 2 804 800        |                   |
| 15                         | Yantai    | Laishan-distriktet     | 烟台市 Yāntái shì    | 6 968 200        |                   |
| 16                         | Zaozhuang | Shizhong               | 枣庄市 Zǎozhuāng shì | 3 729 300        |                   |
| 17                         | Zibo      | Zhangdian-distriktet   | 淄博市 Zībó shì      | 4 530 600        |                   |

De 17 städerna är indelade i 140 orter på häradsnivå (49 stadsdistrikt, 31 städer på häradsnivå samt 60 härader). Dessa är i sin tur är indelade i 1941 orter på sockennivå (1223 köpingar, 293 socknar, två etniska minoritetsbyar och 423 stadsdelsdistrikt).